# Alice Eve
Alice Sophia Eve (n. 6 februarie 1982) este o actriță engleză, cel mai bine cunoscută publicului larg pentru rolurile sale din filmele Starter for 10 (2006), Crossing Over (2009), She's Out of My League (2010), Sex and the City 2 (2010), The Raven (2012), Men in Black 3 (2012) și Star Trek Into Darkness (2013).

## Viață timpurie
Alice Sophie Eve s-a născut în Londra, fiind fiica actorilor Trevor Eve și Sharon Maughan. Are doi frați mai tineri, Jack and George. Eve este de descendență engleză, galeză și irlandeză. A urmat inițial cursurile școlii Bedales  și apoi Westminster School din Londra. În perioada de un an între cele două școli a studiat la Beverly Hills Playhouse, studiind apoi engleza la colegiul universitar Saint Catherine's College din Oxford. În timp ce studia la Oxford, Alice Sophie a apărut în câteva producții ale studenților, așa cum sunt The Importance of Being Earnest, Animal Crackers (care a fost prezentat la Edinburgh Fringe Festival), Scenes from an Execution și The Colour of Justice.

## Carieră
Eve a apărut în spectacole de televiziune, așa cum sunt emisiunile companiei naționale BBC, The Rotters' Club, Agatha Christie's Poirot și Hawking  și a jucat în filmul Stage Beauty (realizat în 2004).

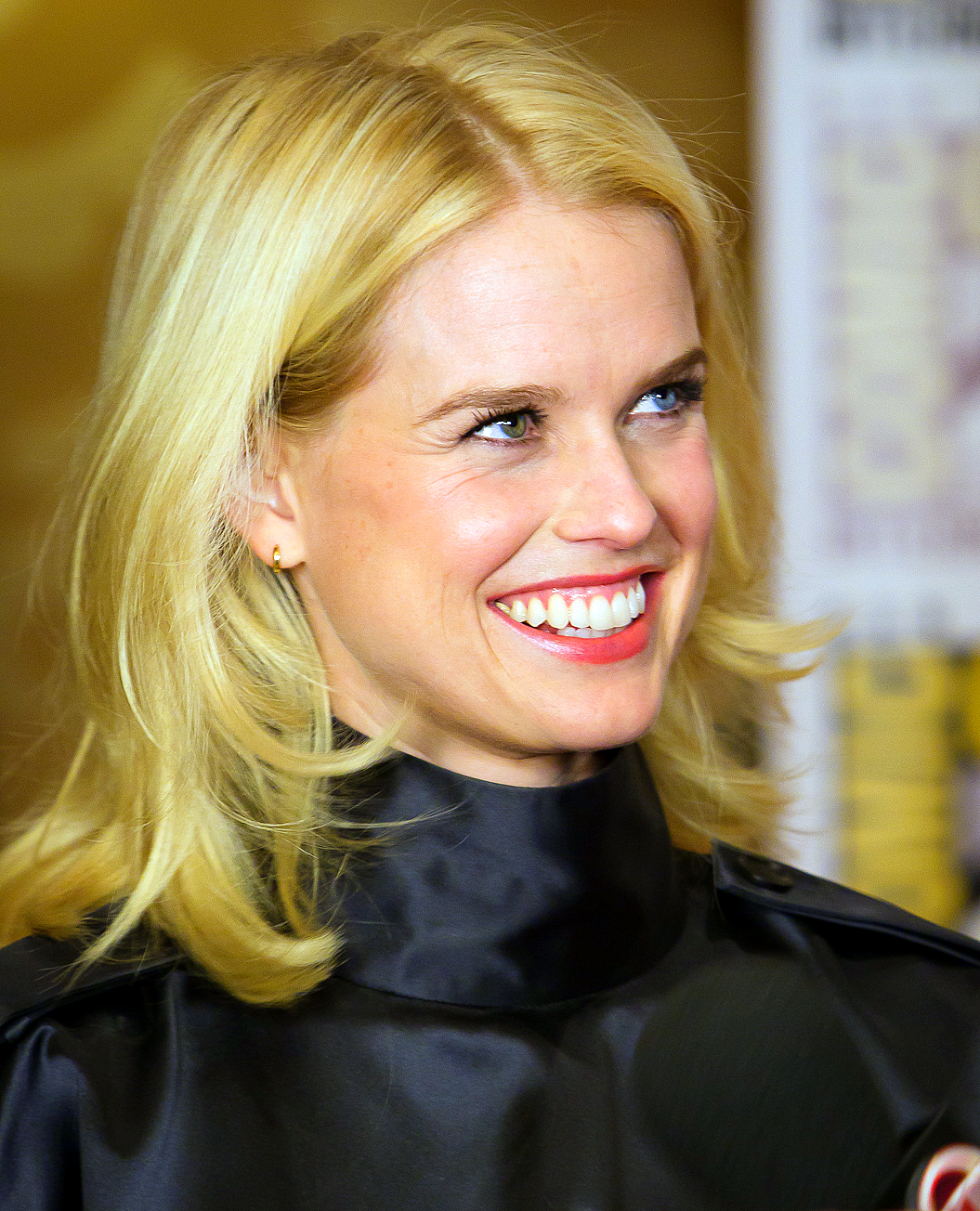
Alice Eve la premiera filmului Corbul în aprilie 2012.

## Filmografie

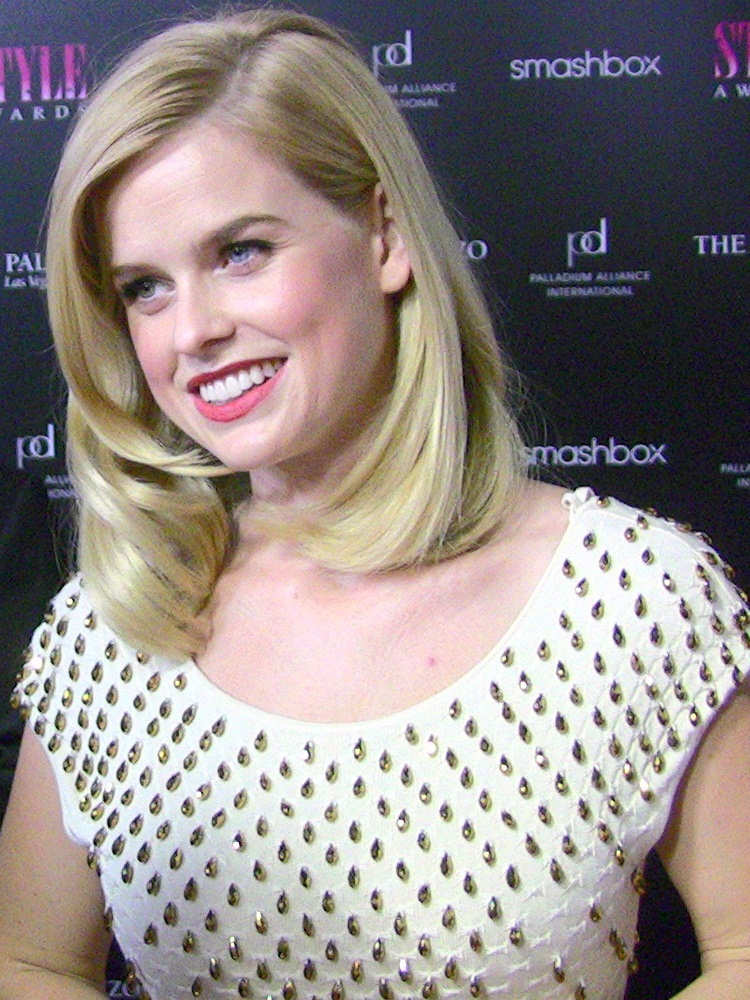
Eve at the Hollywood Style Awards in November 2011

| An   | Titlu                   | Rol              | Note       |
| ---- | ----------------------- | ---------------- | ---------- |
| 2004 | Stage Beauty            | Miss Frayne      |            |
| 2006 | Starter for 10          | Alice Harbinson  |            |
| 2006 | Big Nothing             | Josie            |            |
| 2007 | The Amazing Trousers    | Colette          | Short film |
| 2009 | Crossing Over           | Claire Sheperd   |            |
| 2010 | She's Out of My League  | Molly            |            |
| 2010 | Sex and the City 2      | Erin             |            |
| 2011 | The Decoy Bride         | Lara Tyler       |            |
| 2012 | ATM                     | Emily Brandt     |            |
| 2012 | The Raven               | Emily Hamilton   |            |
| 2012 | Men in Black 3          | Young Agent O    |            |
| 2012 | Decoding Annie Parker   | Louise           |            |
| 2012 | Please, Alfonso         | Annabelle        | Short film |
| 2013 | Cold Comes the Night    | Chloe            |            |
| 2013 | Star Trek Into Darkness | Carol Marcus     |            |
| 2013 | Some Velvet Morning     | Velvet           |            |
| 2013 | 1:30 Train              | Brooke Dalton    |            |
| 2013 | Dirty Weekend           | Natalie Hamilton |            |
| 2014 | Death of a Farmer       |                  | Producător |

| An   | Titlu                    | Rol                           | Note                                     |
| ---- | ------------------------ | ----------------------------- | ---------------------------------------- |
| 2004 | Hawking                  | Martha Guthrie                | TV movie                                 |
| 2005 | The Rotters' Club        | Cicely Boyd                   | TV series                                |
| 2005 | Beethoven                | Countess Giulietta Guicciardi | Episode: "The Rebel"                     |
| 2005 | Agatha Christie's Poirot | Lenox Tamplin                 | Episode: "The Mystery of the Blue Train" |
| 2006 | Losing Gemma             | Esther                        | TV movie                                 |
| 2011 | Entourage                | Sophia                        | 4 episodes                               |